# Do rycerzy, do szlachty, do mieszczan
Do rycerzy, do szlachty, do mieszczan – pierwszy singel zespołu Hey z albumu Do rycerzy, do szlachty, doo mieszczan. Tekst został napisany przez Katarzynę Nosowską, a muzyka została stworzona przez pozostałych członków zespołu.